# Јарослав (Пољска)
Јарослав (пољ. Jarosław) град је у Пољској у Војводству поткарпатском. По подацима из 2012. године број становника у месту је био 39.426.

## Становништво
| 2012.  |
| ------ |
| 39.426 |

## Партнерски градови
- Дингелштет
- Михаловце
- Оранж
- Шенебек
- Ужгород
- Вишков
- Будимпешта X округ